# Valérie Delporte
Valérie Delporte, née le 20 février 1968, est une femme politique belge, membre d'Ecolo.

## Biographie
Valérie Delporte nait le 20 février 1968.
Lors des élections régionales de 2019, Valérie Delporte est élue députée au parlement au Parlement wallon.
Elle est présidente de la Commission de l'Enfance, de la Santé, de la Culture, des Médias et des Droits des Femmes de 2019 à 2024.